# Wolfgang Tarnowski
Wolfgang Tarnowski (* 25. Februar 1931 in Seeburg / Ostpreußen; † 3. Mai 2018 in Hamburg) war ein deutscher Arzt, Biochemiker, Politiker und Autor. Von 1978 bis 1983 war er Kultursenator der Freien und Hansestadt Hamburg.

## Leben
Wolfgang Tarnowski wurde als Sohn des Tierarztes Otto Tarnowski und der Lehrerin Maria Magdalena geb. Labotzki im ostpreußischen Seeburg geboren. Gegen Ende des Zweiten Weltkriegs mussten er und seine Familie unter dramatischen Umständen vor der Roten Armee nach Westdeutschland fliehen, wo sein Vater im schleswig-holsteinischen Mölln seine Tierarztpraxis neu begründete.
Von 1946 bis 1951 besuchte Tarnowski das Katharineum in Lübeck, wo er 1951 das Abitur ablegte. Danach absolvierte er bis 1953 in Hamburg eine Lehre als Groß- und Industriekaufmann bei einem deutsch-amerikanischen Ölkonzern. Nach dem Abschluss seiner kaufmännischen Ausbildung studierte Tarnowski in den Jahren 1953–1958 Medizin und Kunstgeschichte an der Universität Hamburg. Dort legte er im Dezember 1958 sein Medizinisches Staatsexamen ab.
Nach den vorgeschriebenen Ausbildungszeiten als Medizinalassistent erhielt der junge Arzt im Mai 1961 die ärztliche Approbation und promovierte im August 1961 mit einer Arbeit über das Thema „Klinische und funktionelle Spätergebnisse nach Resektionstherapie primärer und sekundärer Bronchiektasien bei Kindern.“
Seine wissenschaftliche Laufbahn setzte Tarnowski als Stipendiat der Deutschen Forschungsgemeinschaft, später als wissenschaftlicher Assistent am Physiologisch-Chemischen Institut des Universitätskrankenhauses Hamburg-Eppendorf fort. Dort habilitierte er sich 1966 mit einer Arbeit über die „Regulation der Gluconeogenese“ für das Fach Physiologische Chemie. Seit 1971 arbeitete er als Professor auf Lebenszeit und Leiter einer Forschungsabteilung für Biochemische Endokrinologie und Stoffwechselregulation am Physiologisch-Chemischen Institut.
Zwischen 1970 und 1974 war Tarnowski Vertreter der Dozenten und außerplanmäßigen Professoren der medizinischen Fakultät im Akademischen Senat der Hamburger Universität und, als Mitglied der SPD-Fraktion, Deputierter der Hamburger Gesundheitsbehörde. 1974 wurde er zum Mitglied der Hamburgischen Bürgerschaft gewählt, wo er als medizin-, hochschul- und kulturpolitischer Sprecher der SPD-Fraktion die Ausschüsse für Gesundheit und Kultur leitete.
Nach der Bürgerschaftswahl 1978 amtierte Tarnowski von Juni 1978 bis Februar 1983 als Senator der Freien und Hansestadt Hamburg unter den Bürgermeistern Hans-Ulrich Klose und Klaus von Dohnanyi – zuerst als Senator und Präses der Behörde für Wissenschaft und Kunst, dann als Senator und Präses der Kulturbehörde.
In seine Amtszeit als Kultursenator fiel 1978 die Ernennung eines neuen Intendanten des Deutschen Schauspielhauses, nachdem die Mehrheit der zuständigen Gremien die Amtszeit des Amtsinhaber Ivan Nagel wegen dessen Amtsführung in den vorangegangenen Jahren zu beenden wünschte. Das Findungsverfahren gestaltete sich indes schwierig, weil über das Für und Wider von Nagels Verbleiben im Amt in der Öffentlichkeit mit Indiskretionen und Fehlinformationen ein ideologischer Krieg geführt wurde, der namhafte Theaterleute von einer Bewerbung abschreckte. Auch waren von führenden Politikern ohne Wissen des zuständigen Senators weitreichende Versprechungen gemacht worden, die später nicht eingehalten wurden und deshalb nachhaltige Folgen für das Berufungsverfahren und für die Staatstheaterszene der Stadt hatten. Am Ende dieser  „Theaterkrise“ entschied sich die Findungskommission für die Intendanz von Niels-Peter Rudolph, der dem Deutschen Schauspielhaus schon bald ein eigenes Profil gab.
Seit Beginn seiner Amtszeit arbeitete Senator Tarnowski an einer systematischen Neuorientierung der Hamburger Kulturpolitik, deren Ziele eine Steigerung des Kulturetats und eine entschlossene konzeptionelle Umlenkung nicht festgelegter Mittel auf bislang vernachlässigte oder neue kulturpolitische Schwerpunkte waren. Beide Ziele wurden in der Amtszeit von Senator Tarnowski erreicht. Zu den wichtigsten Innovationen der Jahre 1978–1983 gehörten u. a.:
- Eine nachhaltige Erhöhung des Betriebshaushalts der Kulturbehörde um annähernd 50 %.
- Eine gezielt expandierende Denkmalschutz-Politik mit umfangreichen Sonderprogrammen (darunter die  Unterschutzstellung der einzigartigen Wohnbauten der 20er und 30er Jahre).
- Die Verabschiedung eines zukunftsträchtigen Museums-Entwicklungsplans mit wesentlich verbesserter finanzieller und personeller Ausstattung der Museen.
- Die Neugründung eines museumspädagogischen Dienstes, den es in Hamburg bis dato nicht gab.
- Die Neugründung eines Fotomuseums für die größte Fotosammlung der Bundesrepublik Deutschland im Museum für Kunst und Gewerbe.
- Der Aufbau eines eigenständigen „Museum der Arbeit“.[7]
- Der Ausbau der „Museumsinsel“ am Ferdinandstor.
- Die Verabschiedung eines zukunftsorientierten „Bibliotheks-Entwicklungsplans“ für die nächste Dekade durch die Hamburgische Bürgerschaft.
- Die Erweiterung der „Stiftung Hamburger Bücherhallen“ um vier weitere Häuser.
- Die Neugründung des „Theaterkultur-Zentrums Kampnagelfabrik“ mit der Perspektive einer künftigen Spielstätte für freie Theatergruppen.
- Erhaltung und Ausbau des ehemaligen Operettenhauses mit dem Ziel, das Theaterangebot der Stadt um einen Spielort für Operette, Musical, Ballett, Show und Entertainment zu erweitern und damit weitere Angebote dieser Art anzuregen – Anstoß für die Entwicklung Hamburgs zur führenden Musical-Metropole der Bundesrepublik Deutschland.
- Die Erweiterung des Ballettbereichs von Ballettintendant John Neumeier an der Hamburger Staatsoper und der Aufbau einer eigenständigen Ballettschule.
- Der Aufbau einer nachhaltigen staatlichen Privattheaterförderung.
- Die Neugründung eines eigenständigen Kommunalen Kinos.
- Die Gründung und Ausgestaltung eines in der Bundesrepublik Deutschland damals einzigartigen „Hamburger Modells“ einer kulturellen Filmförderung. Damit verbunden: Die Neugründung eines „Filmhauses der Filmemacher“.
- Im Rahmen des Grundsatzprogramms „Kultur für alle“: die Neugründung und nachhaltige Förderung von 6 großen und 18 kleineren Stadtteil-Kulturzentren.
- Die Errichtung eines Dokumentenhauses auf dem Gelände des ehemaligen Konzentrationslagers Neuengamme.
- Konzeption und Verwirklichung eines Programms „Jüdische Denkmäler“ zur Sichtbarmachung und Erinnerung an die von den Nazis zerstörten jüdischen Einrichtungen der Stadt.
- Die Errichtung eines Denkmals für Heinrich Heine auf dem neugestalteten Rathausmarkt.
- Die Errichtung einer Gedenkstätte für Georg Philipp Telemann vor dem Hamburger Rathaus.

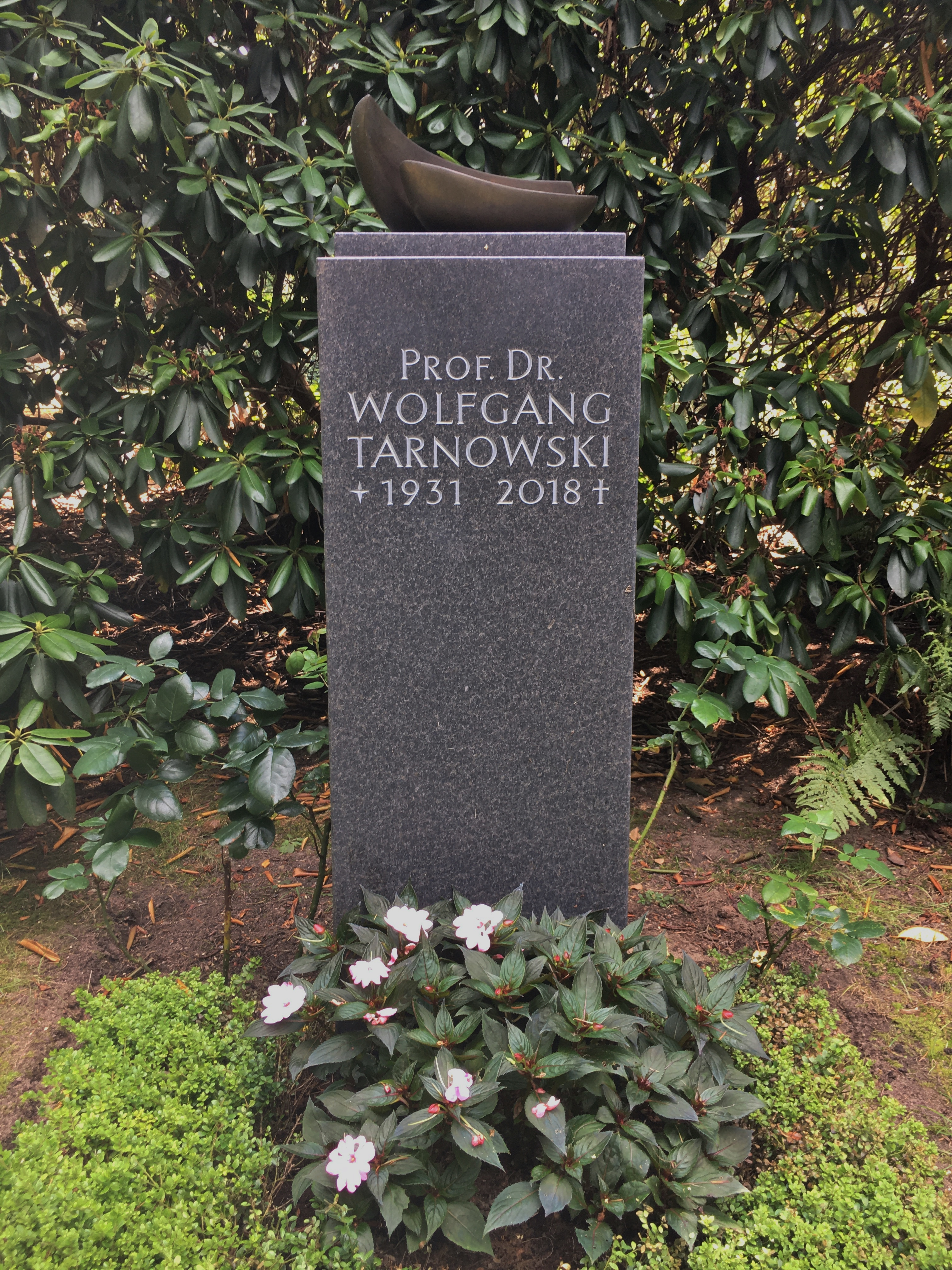
Grabstätte auf dem Friedhof Ohlsdorf

Über diese und weitere kulturpolitische Maßnahmen während seiner Amtszeit unterrichtete Senator Tarnowski die Hamburger Bürgerschaft in einem „Kulturbericht“ (1982) und den Senat mit dem Dokument „Kultur für alle. Eine Bilanz. Kurze Übersicht über Konzept und Ergebnisse sozialdemokratischer Kulturpolitik für Hamburg in den Jahren 1978-1983“ (1983).
Schon in den 1970er Jahren trat Wolfgang Tarnowski als erfolgreicher Autor von Jugendsachbüchern hervor. Für die WAS-IST-WAS-Reihe des Hamburger Tessloff-Verlags verfasste er insgesamt sieben Bände, von denen zwei in die Auswahlliste des deutschen Jugendsachbuchpreises aufgenommen wurden.
Daneben widmete sich Tarnowski verstärkt wissenschaftlichen Studien zu Themen der Kunst- und Literaturgeschichte. Dazu gehörten u. a. Untersuchungen zur Schriftkunst des Mittelalters, zur Kunstideologie des Nationalsozialismus, zur Motivgeschichte in Werken Goethes und Thomas Manns und, seit Beginn der 1980er Jahre, umfassende Forschungsarbeiten zu Leben, Werk und Gedankenwelt Ernst Barlachs, die in einer Vielzahl von Büchern und Essays erschienen sind.
Wolfgang Tarnowski war seit 1960 mit Katrin Tarnowski, geb. Rittich, verheiratet und hat drei Kinder. 1993 gab seine Frau ihre ärztliche Praxis in Hamburg-Wellingsbüttel auf und arbeitet seitdem als erfolgreiche Schriftkünstlerin, Malerin und Bildhauerin. Seine letzte Ruhestätte fand Wolfgang Tarnowski auf dem Hamburger Friedhof Ohlsdorf, wo er in Planquadrat R 4 nahe dem Haupteingang beigesetzt wurde.

## Werke (Auswahl)
- Die „Regulation der Gluconeogenese“ (Habilitationsschrift), Hamburg 1966.
- Hormonal and metabolic control of rat liever glycerol kinase activity (mit S.C. Kampf und H.J. Seitz)
- Long time perfusion of the isolates rat liver. Maintainance of its functional state by use of a fluorocarbon emulsion (mit W. Krone, W.B. Huttner, C. S. Kampf, B. Rittich und H.J. Seitz). Biochim. Biophys. Acta 372, 55–71 (1974)
- The fuels of respiration of the isolates perfused rat kidney (mit H. Huland, H.J. Seitz und Ch. Weiss). Life Sciences 14, 117–128 (1974)
- Stimulation of DBcAMP and glucocorticoids of P-Enolpyruvate-Carboxykinase in the isolates perfused rat liver. (mit W.B. Huttner, W. Krone und H.J. Seitz). Biochem. J. 142, 691–693, (1974).
- Induction of rat liber P-Enolpyruvate-Carboxykinase (GTP) bei cyclic AMP during starvation. The permissive action of glucocorticoids (mit W. Krone, W.B. Huttner und H.J. Seitz), Biochim. Biophys. Acta 437, 62–70 (1976).
- Nahrungsunabhängige Regulation des Intermediärstoffwechsels (mit H.J. Seitz) in: Biochemie und Physiologie der Ernährung, Teil 3, Stuttgart/New York (1980).
- In der Jugendsachbuchreihe WAS IST WAS des Tessloff-Verlags (Hamburg/Nürnberg): Unser Körper (mit K. Tarnowski, 1973); Seeräuber (1982); Gladiatoren (1987); Mumien, (1988); Ritter (1990); Samurai (1992); Hexen und Hexenmeister (1994). Gesamtauflage: ca. 2 Millionen in 12 Sprachen
- Ernst Barlach und der Nationalsozialismus, Katholische Akademie Hamburg, Hamburg 1989.
- Ernst Barlach-Reinhard Piper: Briefwechsel 1900–1938, R. Piper u. Co. Verlag, München 1997.
- Auf den Spuren von Thomas Mann, Ellert & Richter Verlag, Hamburg 1997.
- Auf den Spuren von Ernst Barlach, Ellert & Richter Verlag, Hamburg 2005.
- „Ich habe keinen Gott, aber Gott hat mich“. Ernst Barlach. Über die Rolle der Religion in seinem Denken und Werk, Ernst Barlach Gesellschaft, Hamburg 2007.
- Ernst Barlach. Leben, Werk, Gedankenwelt, Ernst Barlach Gesellschaft, Hamburg 2016.